# Baroness
I Baroness sono un gruppo musicale sludge/heavy metal statunitense formatosi nel 2003 a Savannah, Georgia, i membri sono cresciuti assieme a Lexington, Virginia.

## Storia del gruppo

### 2003-2007

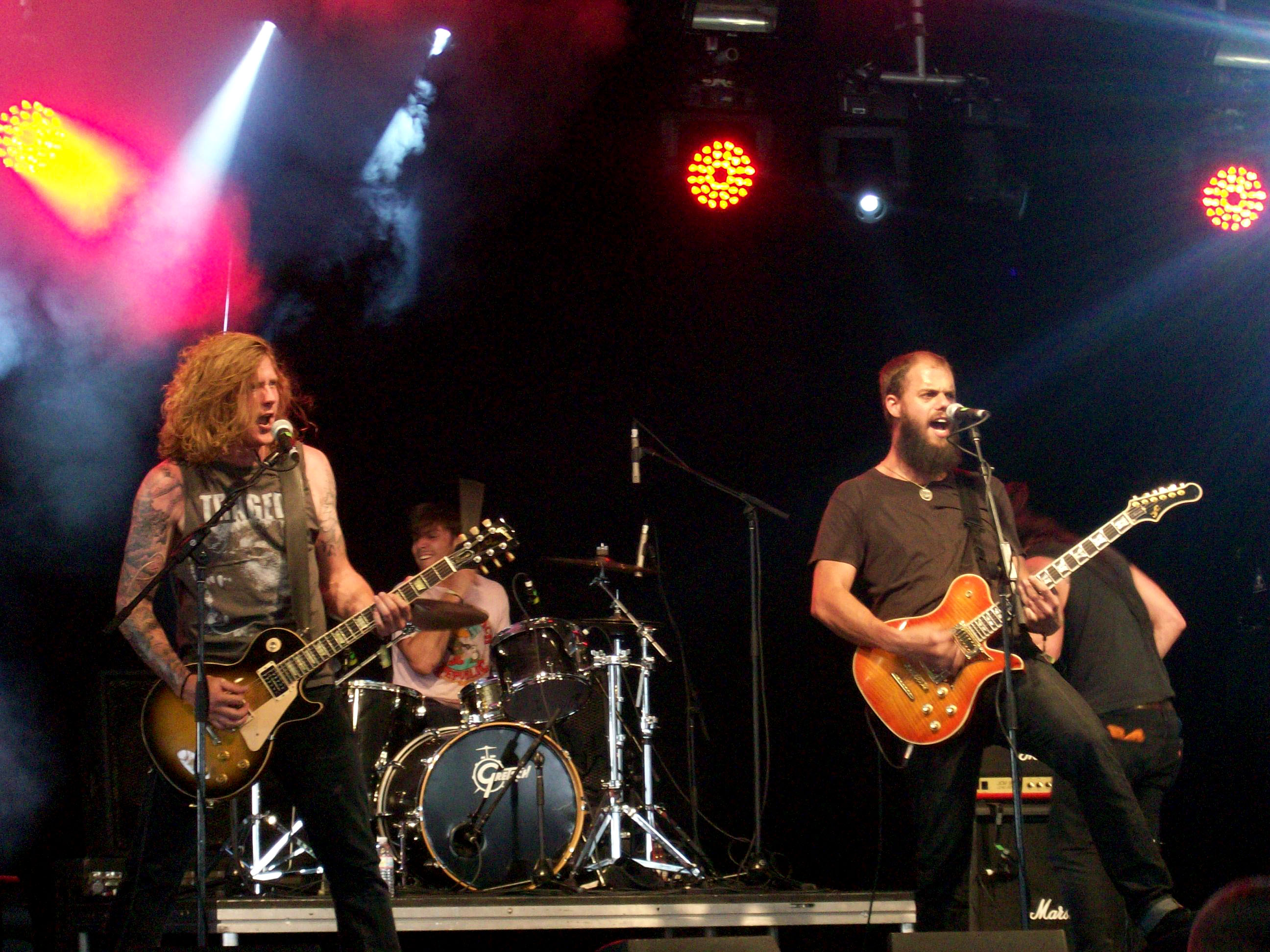
I Baroness al Coachella Festival 2010

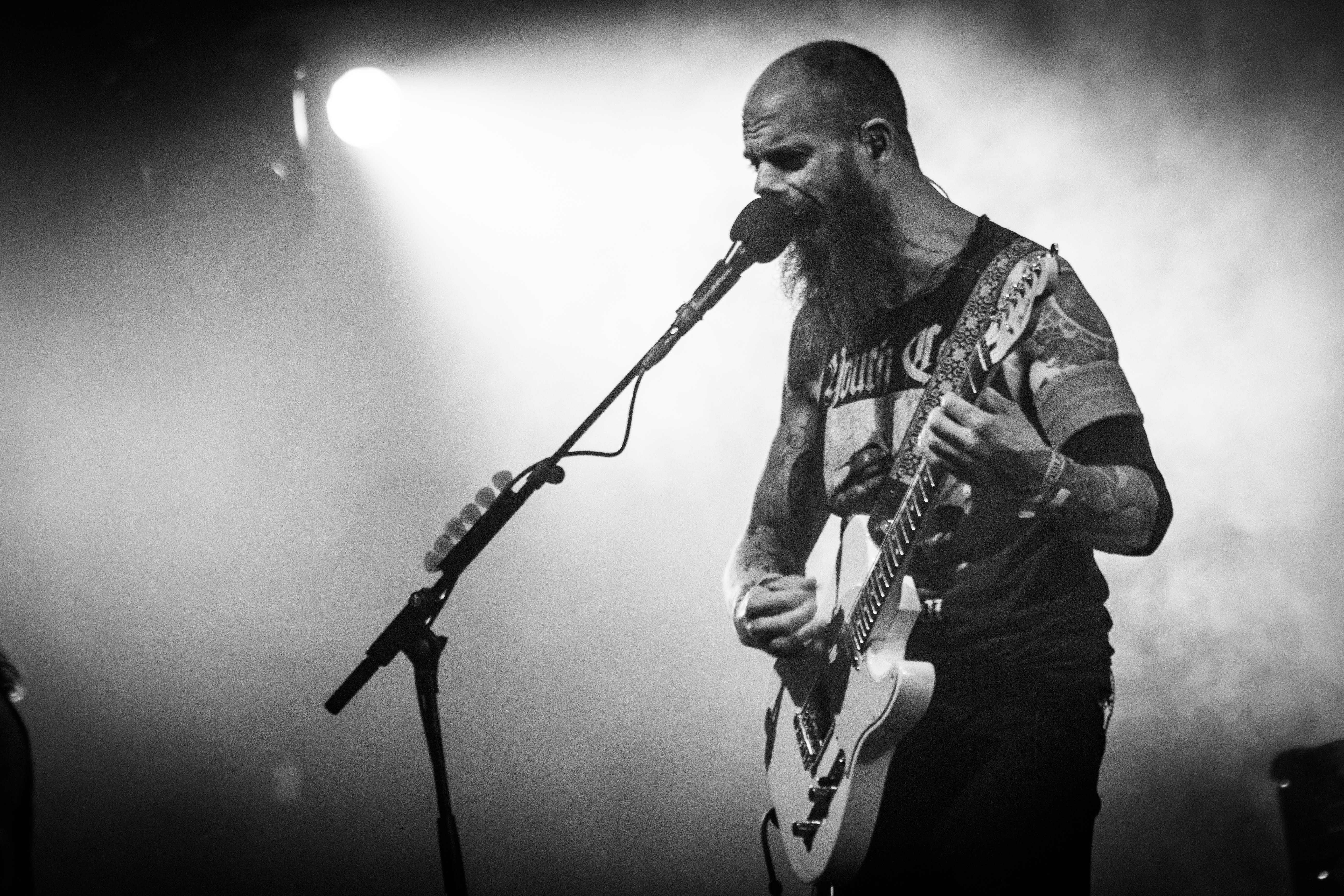
John Baizley al Roadburn Festival 2017

Il gruppo nacque dalle ceneri del gruppo punk metal Johnny Welfare and The Paychecks.
Dal 2004 al 2007 i Baroness pubblicarono due EP intitolati First, Second e uno split album con gli Unpersons chiamato A Grey Sigh in a Flower Husk (conosciuto anche come Third).
Il 4 marzo 2007 iniziarono le registrazioni del loro primo album dal titolo Red Album, pubblicato il 4 settembre successivo. Il disco ricevette molte critiche positive, tanto da essere eletto "Disco dell'anno" dalla rivista heavy metal Revolver.
Il 1º dicembre del 2007 si esibirono al Bowery Ballroom di New York, il concerto fu registrato interamente e può essere visto sulla loro pagina WoozyFly. Il 20 settembre 2008 la band annunciò tramite il suo MySpace l'abbandono del chitarrista Brian Blickle e l'arrivo, come nuovo chitarrista, di Peter Adams, proveniente dalla band Valkyrie.
Tra il 2007 e il 2009 si imbarcarono in diversi tour, dividendo il palco con molte band diverse, come: Converge, Red Chord, High on Fire, Opeth, Coheed and Cambria, Coliseum, Minsk, Clutch e molte altre.

### 2009-2013
Il 18 maggio 2009 la band cominciò le registrazioni del secondo album presso i The Track Studio a Plano, Texas, pubblicato il 13 ottobre dello stesso anno con il titolo Blue Records.
Tra febbraio e marzo 2010 suonarono all'Australian Soundwave Festival assieme a band come Clutch, Isis, Meshuggah, Jane's Addiction e Faith No More, e in Giappone con gli Isis.
Fecero poi da spalla ai Mastodon nel loro tour americano in aprile e maggio e tra agosto e settembre aprirono le date del tour dei Deftones. Ad ottobre e novembre furono uno dei gruppi spalla dei Metallica nelle tappe australiane e neozelandesi del World Magnetic Tour.
Il 15 agosto 2012, durante una tournée nel Regno Unito, il gruppo rimase vittima di un grave incidente stradale in prossimità di Bath. Il loro bus cadde da un viadotto per 9 metri, a causa della forte pioggia e della visibilità ridotta. A seguito dell’incidente il chitarrista e cantante John Baizley si fratturarono il braccio e la gamba sinistra, il batterista Allen Blickle e il bassista Matt Maggioni si procurarono fratture vertebrali, mentre il chitarrista Peter Adams venne dimesso dall’ospedale il giorno successivo all’incidente.
L’episodio ebbe importanti conseguenze fisiche e psicologiche all’interno della band che sfociarono nel marzo 2013 nell’abbandono del gruppo da parte del batterista Blickle e del bassista Maggioni, successivamente sostituiti rispettivamente da Sebastian Thomson e Nick Jost.

## Formazione

### Formazione attuale
- John Dyer Baizley – voce, chitarra
- Gina Gleason – chitarra
- Nick Jost – basso
- Sebastian Thomson – batteria

### Ex componenti
- Tim Loose – chitarra (2003-2005)
- Summer Welch - basso (2003-2012)
- Brian Blickle – chitarra (2006-2008)
- Matt Maggioni - basso (2012-2013)
- Allen Blickle - batteria (2003-2013)

## Discografia
Album in studio
- 2007 – Red Album
- 2009 – Blue Record
- 2012 – Yellow and Green
- 2015 – Purple
- 2019 – Gold & Grey
- 2023 - Stone

Raccolte
- 2008 – First/Second

EP
- 2004 – First
- 2005 – Second
- 2007 – A Grey Sigh in a Flower Husk